# Vivid (Ailee)
Vivid è il primo album in studio della cantante sudcoreana Ailee, pubblicato nel settembre 2015.

## Tracce
1. Mind Your Own Business (너나 잘해) – 3:25
2. Insane – 3:29
3. I Love You, I Hate You (미워도 사랑해) – 3:50
4. Second Chance – 3:17
5. Symphony (feat. Chancellor) – 3:16
6. Why Are People Like This (사람이 왜 그래) – 3:44
7. Letting Go (feat. Amber Liu) – 3:34
8. Love Recipe – 3:25
9. Fill Your Glass (잔을 채우고) – 3:51
10. One More Step (한걸음 더) – 3:16